# Idaea inclusaria
Idaea inclusaria là một loài bướm đêm trong họ Geometridae.